# John J. Patterson
John James Patterson, född 8 augusti 1830 i Waterloo, Pennsylvania, död 28 september 1912 i Mifflintown, Pennsylvania, var en amerikansk republikansk politiker och affärsman. Han var ledamot av USA:s senat från South Carolina 1873-1879. Motståndarna beskyllde honom för att vara en carpetbagger.